# Université technique de Dresde
L’université technique de Dresde ou bien École polytechnique royale de Dresde (en allemand, Technische Universität Dresden, abr. TU Dresden, TUD) est une université allemande, située à Dresde, dans le Land de Saxe. Elle a été fondée en 1828 sous le nom Königlich-Sächsisches Polytechnikum Dresden. En 2006 avec 34 838 étudiants elle est la plus grande université de Saxe et une des plus grandes universités en Allemagne.
L’université est réputée pour ses écoles d’ingénieurs, mais aussi d’architecture, d’économie, de médecine et de psychologie. Depuis le 15 juin 2012, elle fait partie des onze universités allemandes reconnues « universités d'excellence ».

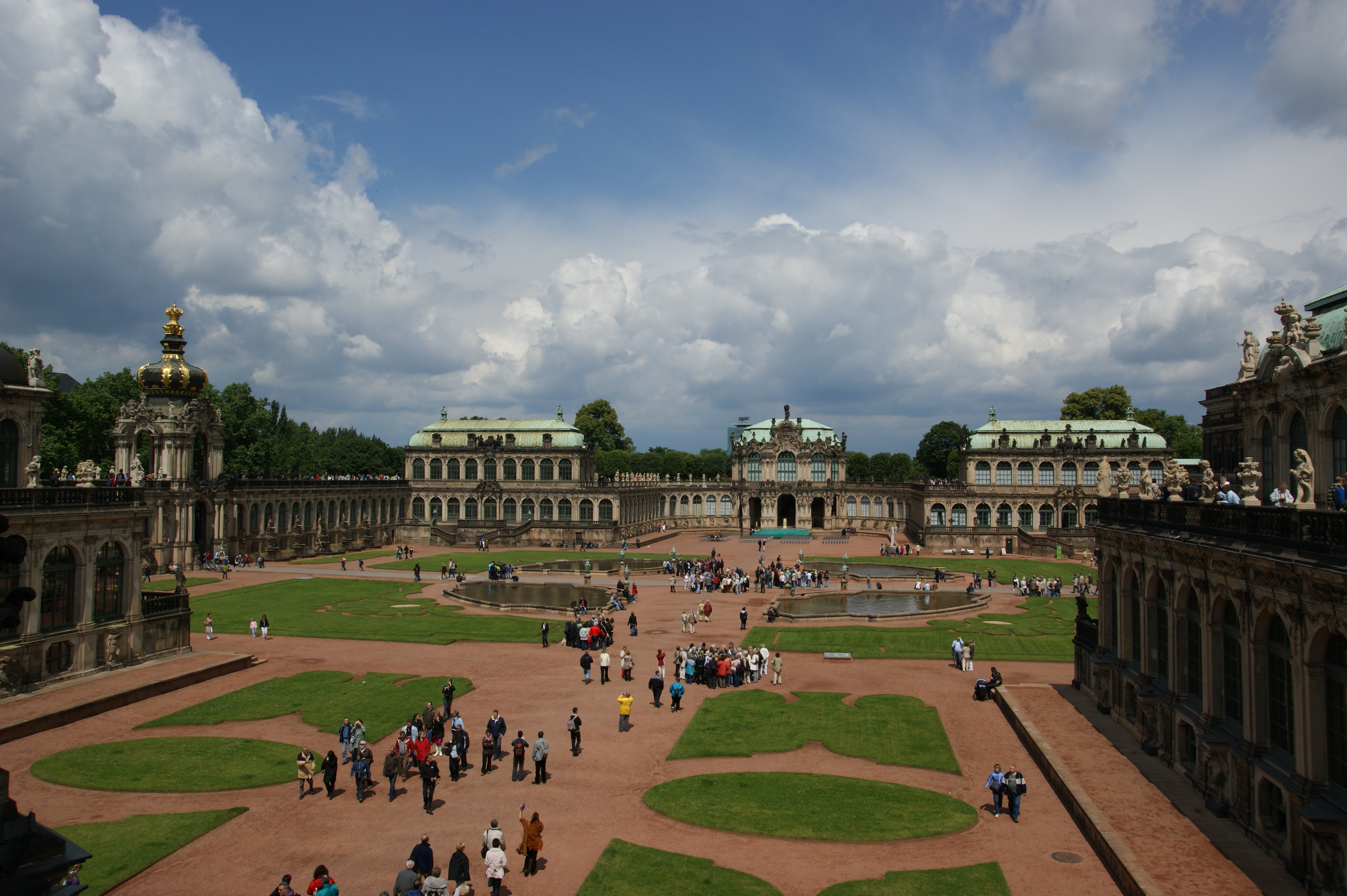
Le Zwinger, dans le centre historique de Dresde.

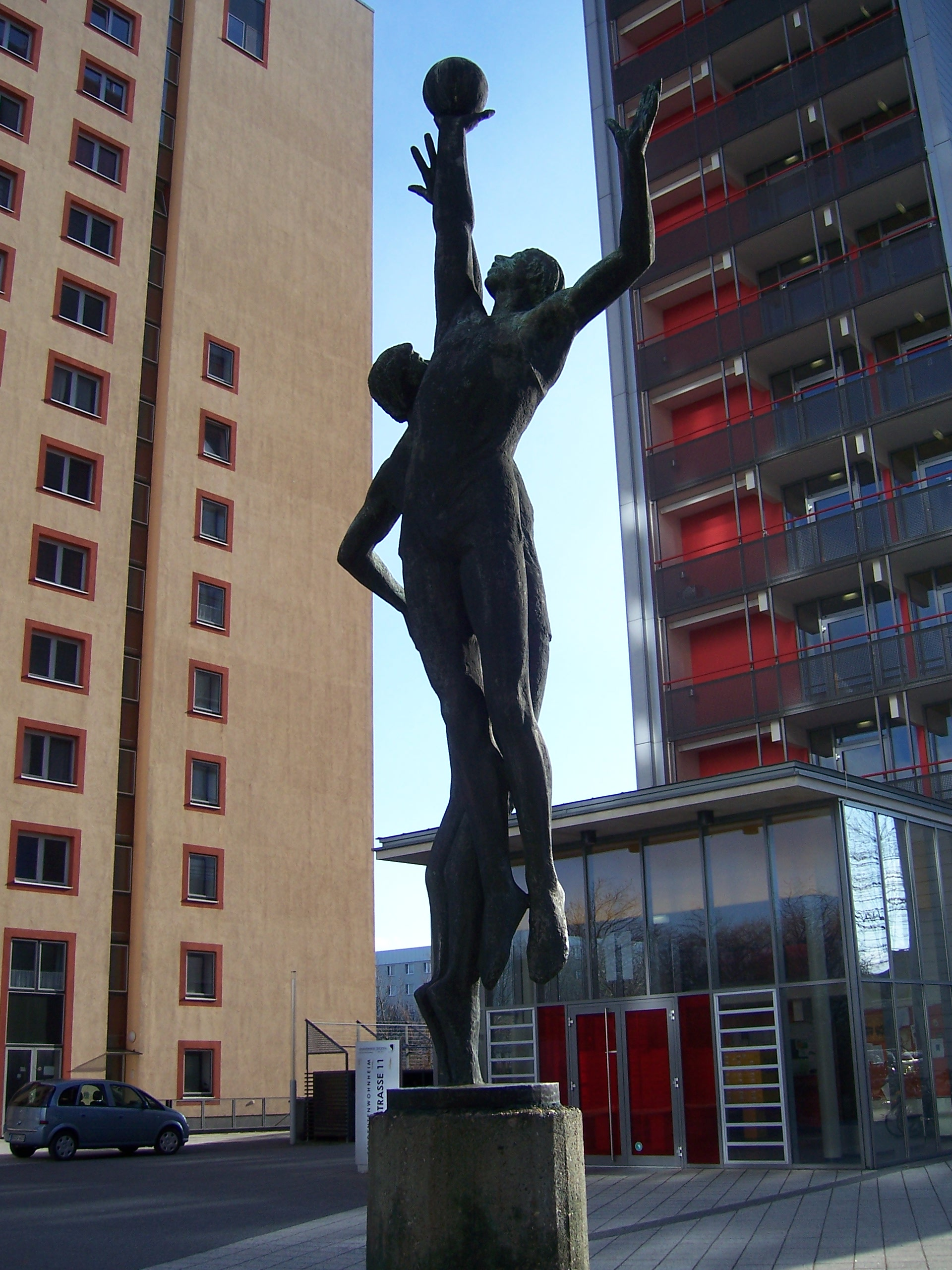
Sculpture de la TUD « Le sport des étudiants ».

L’université met l’accent sur la coopération avec les autres institutions de recherche renommées de la ville. En tant que plus grand site de microélectronique en Europe, elle possède des atouts en matière de nanotechnologie et de bioinformatique.

## Histoire de la TU Dresden

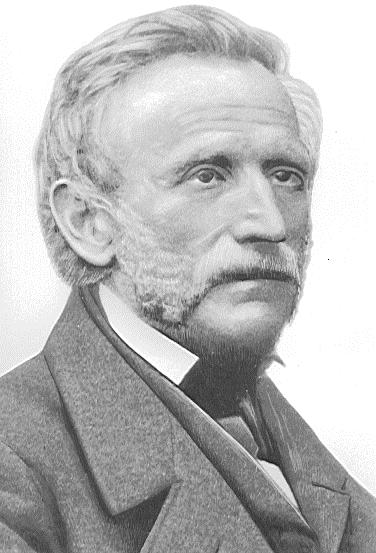
Prof. Johann Andreas Schubert.

### Des origines au développement de l'Institut technique (1811-1871)
L’Académie de médecine et de chirurgie de Dresde, qui donnera par la suite naissance à la faculté de médecine, avait été fondée en 1815 par Carl Gustav Carus. L’année suivante, l’école forestière de Tharandt, créée dès 1811 par Heinrich Cotta, et d'où naîtra l’Institut agronomique de Dresde, prenait le nom d’« Académie royale de sylviculture » (Königlich-Sächsische Forstakademie). Le Jardin botanique de Tharandt, qui remonte lui aussi à l'année 1811, dépend également de l'université technique de Dresde et de l’arboretum régional de Saxe.
Le 1er mai 1828, la Technische Bildungsanstalt zu Dresden était créée pour répondre aux besoins de l’industrialisation dans des domaines tels que la résistance des matériaux, le génie mécanique, et le génie naval. Son fondateur et premier directeur, Wilhelm Gotthelf Lohrmann, qui était depuis 1827 responsable du Mathematisch-Physikalischer Salon des Collections nationales de Dresde, en établit les premiers locaux dans un pavillon des Terrasses Brühl.
L’un des personnages clefs de cette période est le jeune prodige, le Prof. Johann Andreas Schubert, qui enseignait déjà à l'institut technique ainsi qu'à l’École des Arts décoratifs de Dresde (Bauschule der Akademie der bildenden Künste) alors qu'il n'avait que 20 ans. Génie universel, Schubert travailla très vite à son compte : il conçut entre autres un navire à vapeur, la locomotive Saxonia (une des premières locomotives allemandes) et le fameux viaduc à voûtes multiples dit « Göltzschtalbrücke ». Schubert sera le quatrième directeur de l'Institut.
Une première réforme en 1851 reclassa l’établissement en Institut polytechnique royal de Saxe (Königlich-Sächsische Polytechnische Schule ), ce qui le mettait sur un pied d’égalité avec l'autre grande école du royaume, l’École des mines de Freiberg.

### L'Institut de technologie (1871-1960)

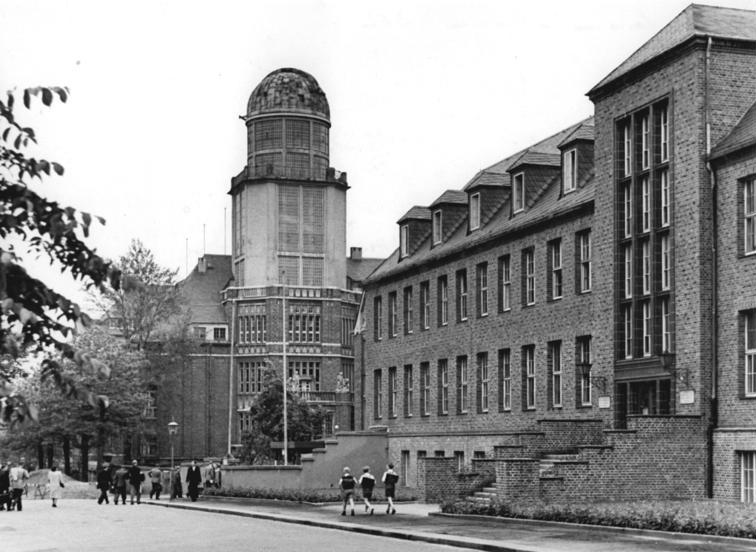
Le bâtiment Beyer fut construit en 1913 pour accueillir les cours de génie civil (ici, photo de 1953).

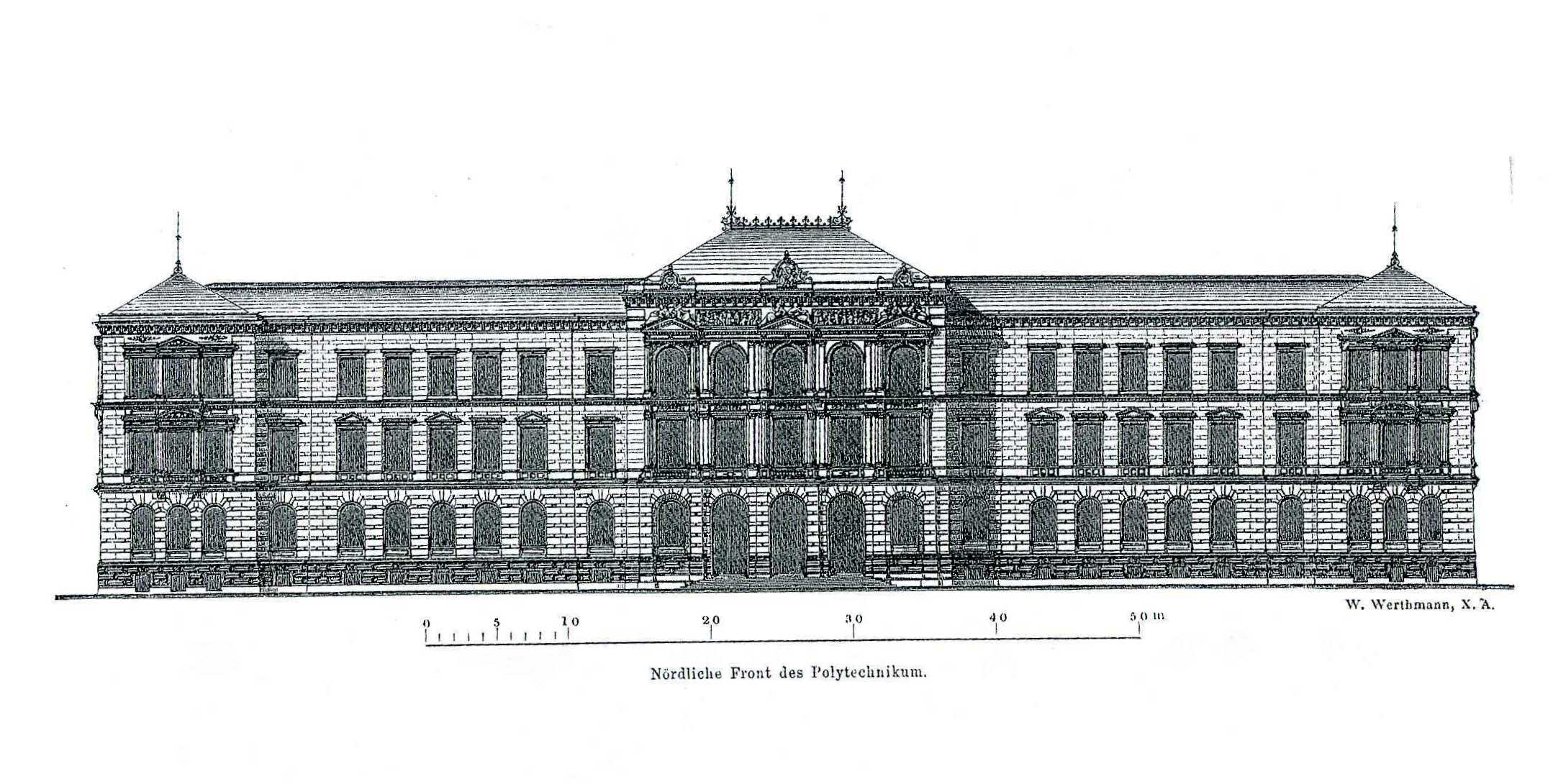
L’institut polytechnique de Dresde.

Avec la proclamation de l’Empire allemand, l'Institut changea une nouvelle fois de nom en 1871 pour devenir le Königlich-Sächsisches Polytechnikum. L'enseignement de nouvelles disciplines, non-techniques celles-là, comme l’économie rurale, le droit, la philosophie, l’histoire et les langues vivantes y était désormais dispensé, ce qui classa le Polytechnikum de Dresde devant l’École des mines de Freiberg. Comme dans les autres écoles techniques supérieures de l'espace germanophone, on exigea à partir de 1883 des étudiants qu'ils passent un examen de sortie accompagné de la soutenance d'un mémoire de fin d'études. L’établissement obtint le statut impérial de Technische Hochschule par décret du 3 février 1890, devenant la Königlich Sächsische Technische Hochschule. L'ancien professeur et dernier directeur du Polytechnikum, Gustav Zeuner, exerçait alors une influence déterminante dans les nominations au rectorat. À partir de 1900, l'école de Dresde avait la possibilité de classer des promotions entières d'élèves ingénieurs ; elle pouvait également accorder un diplôme d'honneur aux savants et entrepreneurs particulièrement en vue : l'un des premiers titulaires fut l'industriel Friedrich Siemens. La tradition de l'enseignement de la technique photographique à l’université de Dresde remonte aux premiers cours de Hermann Krone, pionnier de la photographie des paysages, et de l'industriel Richard Hüttig.
Avec les besoins croissants en salles de cours à la fin du XIXe siècle, le campus commença à s'étendre dans les faubourgs sud au-delà de Räcknitz. Les nombreux bâtiments du noyau originel du campus sont l'œuvre des architectes Karl Weissbach et Martin Dülfer ; ils sont en briques avec des éléments de grès, avec une architecture d'inspiration éclectique. Les édifices les plus remarquables du campus sont le Hauptkollegiengebäude (aujourd'hui « bâtiment Zeuner ») et le département de génie civil (aujourd'hui bâtiment Beyer), construit en 1913 place Fritz-Foerster avec l’observatoire Lohrmann et sa coupole surplombant la rue d'environ 20 m. La lunette astronomique de 10 pouces était utilisée jusqu'en 1980 pour l’astrogéodésie. Le nouvel observatoire a été construit en 2008 sur la colline de Triebenberg, à l'est de Dresde.

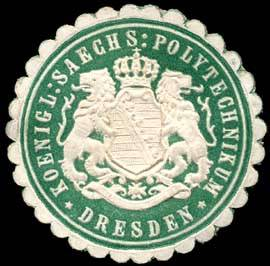
Tampon sec de l´école polytechnique royale de Dresde.

Arthur Schlossmann, recruté en 1902 comme professeur de physiologie et l'industriel Karl August Lingner ont créé à Johannstadt une polyclinique de pédiatrie, qui est devenue la clinique universitaire de Dresde. Richard Mollier, promoteur du diagramme d'enthalpie qui porte son nom, était un chercheur en thermodynamique de l'université de Dresde. Les fondateurs du mouvement expressionniste Die Brücke, Fritz Bleyl et Ernst Ludwig Kirchner, ont étudié l’architecture au TH Dresden. Plusieurs chercheurs en sciences humaines y travaillaient dans les années 1920, tels Victor Klemperer, qui fut recruté en 1920 comme professeur de littérature romane.
C'est à cette époque que les bâtiments ont reçu leurs noms actuels (tels le bâtiment Zeuner, en 1928). Le bâtiment Fritz-Foerster, œuvre de l'architecte Martin Dülfer (comme le bâtiment Beyer), fut rehaussé jusqu'en 1927 : sa construction marque l'ultime extension du campus historique, dans la Mommsenstrasse.
Sous l’ère nazie, de nombreux chercheurs de la TH de Dresde furent démis de leur poste ou objet de représailles : Klemperer et d'autres (par exemple Gustav Kafka ou Richard Seyfert) décidèrent malgré tout de rester en Allemagne et poursuivirent leurs recherches dans la clandestinité ; les autres, à l'instar du mathématicien Richard von Mises ou du théologien Paul Tillich, émigrèrent et retrouvèrent tant bien que mal un poste dans une université (pour von Mises et Tillich, l’université Harvard). Cela dit, dès avant 1933, quelques chercheurs s'étaient déclarés ouvertement nazis, comme le pédagogue Alfred Bäumler, l'un des promoteurs du système éducatif nazi.

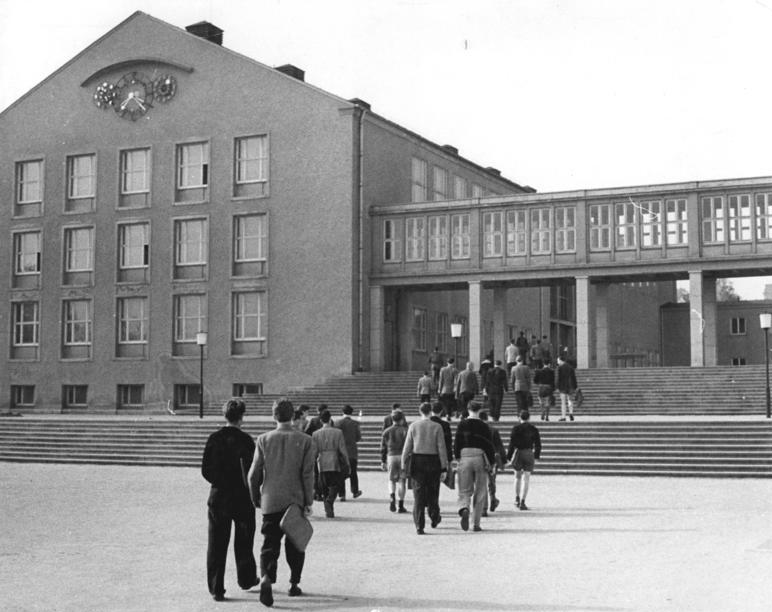
Après la Deuxième Guerre mondiale, de nouveaux édifices virent le jour, tel le bâtiment Trefftz avec le passage vers le bâtiment Willer.

Une grande partie du campus disparut lors du bombardement de Dresde. La reconstruction s'amorça dès 1945-1946 (du côté de la faculté d'agronomie, rattachée depuis 1929 au Polytechnikum) avec l'établissement des nouvelles facultés de Pédagogie et d économie rurale, sous la direction d'un professeur de génie mécanique, Enno Heidebroek. De 1949 à 1961, le TH Dresden comportera une Faculté des Travailleurs, ayant pour objectif de mener les ouvriers et petits employés jusqu'au baccalauréat (Abitur) et ainsi de leur ouvrir la voie des études supérieures. Un cours de marxisme-léninisme devenant obligatoire en RDA à partir de 1951 pour tous les étudiants, enseignants et professeurs, ainsi que pour la promotion des travailleurs, l'université ouvrit un Institut du Marxisme-léninisme, qui devint en 1969 un Département, et qui fonctionna jusqu'en 1990.
En 1950, la faculté d’économie des transports, unique en son genre et toujours en activité, ouvrit ses portes. Le premier doyen de cet établissement fut Hans Reingruber, futur ministre des Transports de la RDA (et député du groupe des Indépendants). De 1953 à sa mort en 1964, il enseigna et poursuivit ses recherches dans la Hochschule für Verkehrswesen qu'il avait inaugurée en 1952. D’autres facultés uniques en leur genre, comme l'école de pilotage de Dresde et la faculté de génie nucléaire seront actives jusqu'en 1961.
Heinrich Barkhausen mit sur pied un Institut de radioélectricité. Professeur depuis 1911, c'était l'un des grands spécialistes allemands de l'électrotechnique. Ses travaux sur la technique du transistor ont assis la réputation de l'université dans le domaine de l'électronique. Les facultés de génie mécanique et d'électrotechnique rouvrirent en 1951.

### L'université technique depuis 1961
La dénomination actuelle de l'université : Technische Universität Dresden (latin: Universitas litterarum et technicarum Dresdensis), résulte d'une décision du gouvernement de RDA en 1961. Il y avait à ce moment huit facultés comptant plus de 10 000 étudiants. C'est aussi à ce moment qu'on envisagea de développer une industrie aéronautique en RDA, sur la base du prototype 152 mis au point à l'université de Dresde. Malgré l'interruption des essais à la fin des années 1950, l'ingénieur Brunolf Baade put reprendre ses travaux de recherche en tant que directeur de l’Institut des structures de l'université.
Cette division historique de l'université en facultés fut pratiquement supprimée lors de la troisième réforme de l'enseignement secondaire de la RDA en 1968 : les différentes facultés furent remplacées par 22 départements scientifiques (Sektionen) ou Instituts. En 1986, l'École d'ingénieurs (Ingenieurhochschule Dresden, ou IHD) fusionna avec la TU Dresden pour former avec le département d'informatique l’Informatikzentrum des Hochschulwesens der DDR, d'où est née la faculté d’informatique en 1990.
Le premier recteur élu de l’Université Technique de Dresde fut Günther Landgraf en 1990, qui s'était fortement impliqué dans la réorganisation de l'établissement depuis la Réunification allemande : par la création de nouveaux instituts spécialisés et de facultés classiques (droit, économie, philosophie, architecture) ainsi que l'intégration d'autre instituts universitaires de la capitale saxonne (Académie de médecine, École supérieure des transports, Institut de pédagogie), la TU Dresden redevint en 1992 avec 14 facultés une université à part entière. Jusqu'en 1994, la modernisation des services administratifs se poursuivit, surtout grâce aux efforts de l'ancien chancelier de l'établissement, Alfred Post.
Aujourd'hui la plupart des facultés sont divisés en instituts. Seules les facultés de sciences économiques, de droit et d'agronomie ont conservé un caractère monodisciplinaire. Enfin huit laboratoires et 13 sous-directions complètent la description de l'organisation de l’université.

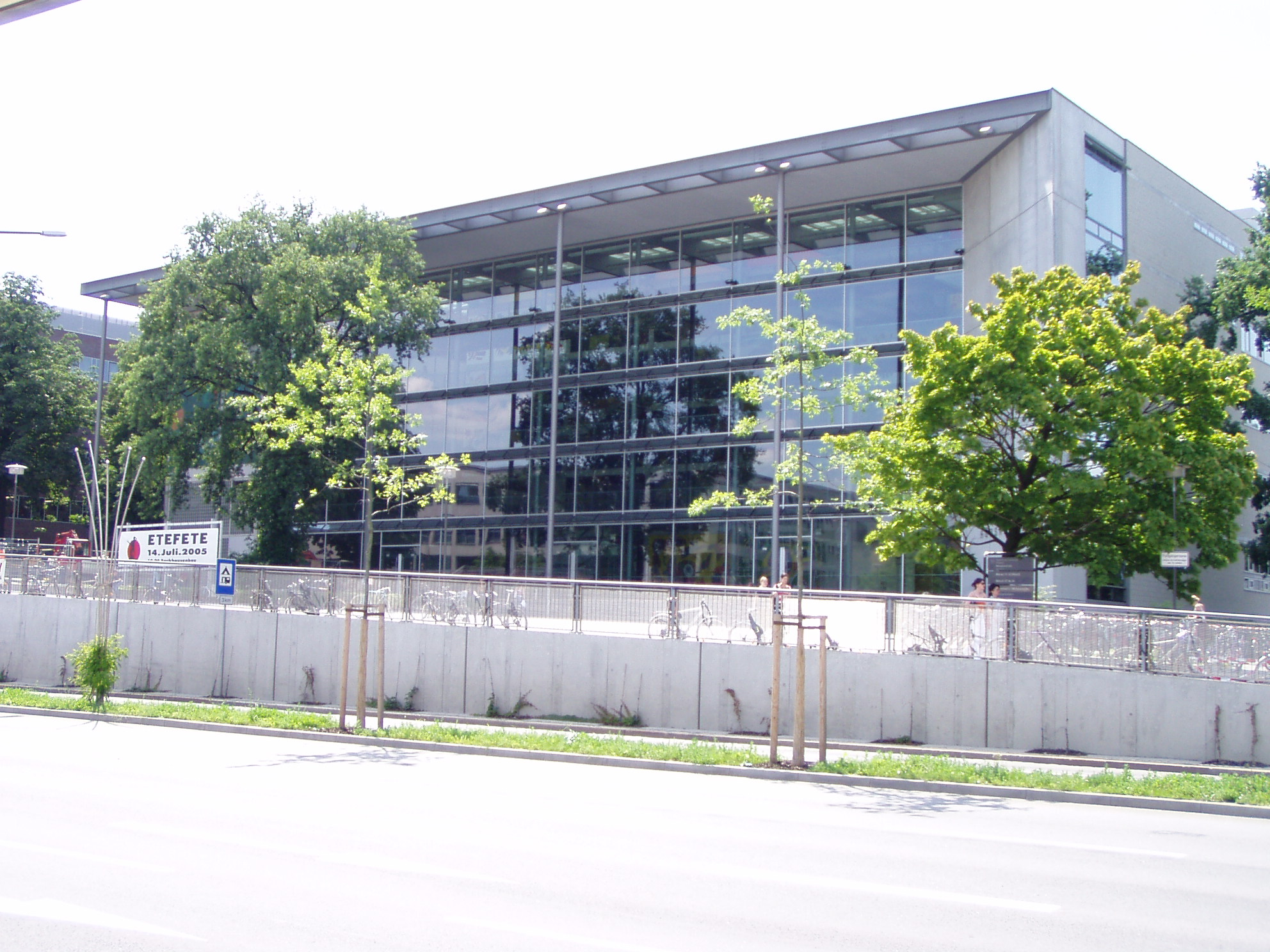
L’auditorium, ouvert en 1998.

Depuis le milieu des années 1990, on a construit plusieurs extensions et amphithéâtres, et réhabilités les anciens bâtiments. Avec l'extension du campus vers les faubourgs sud et est à la fin des années 2000, la faculté d'informatique comme les instituts de sciences naturelles (chimie, biologie) ont pu bénéficier d'infrastructures dernier cri.

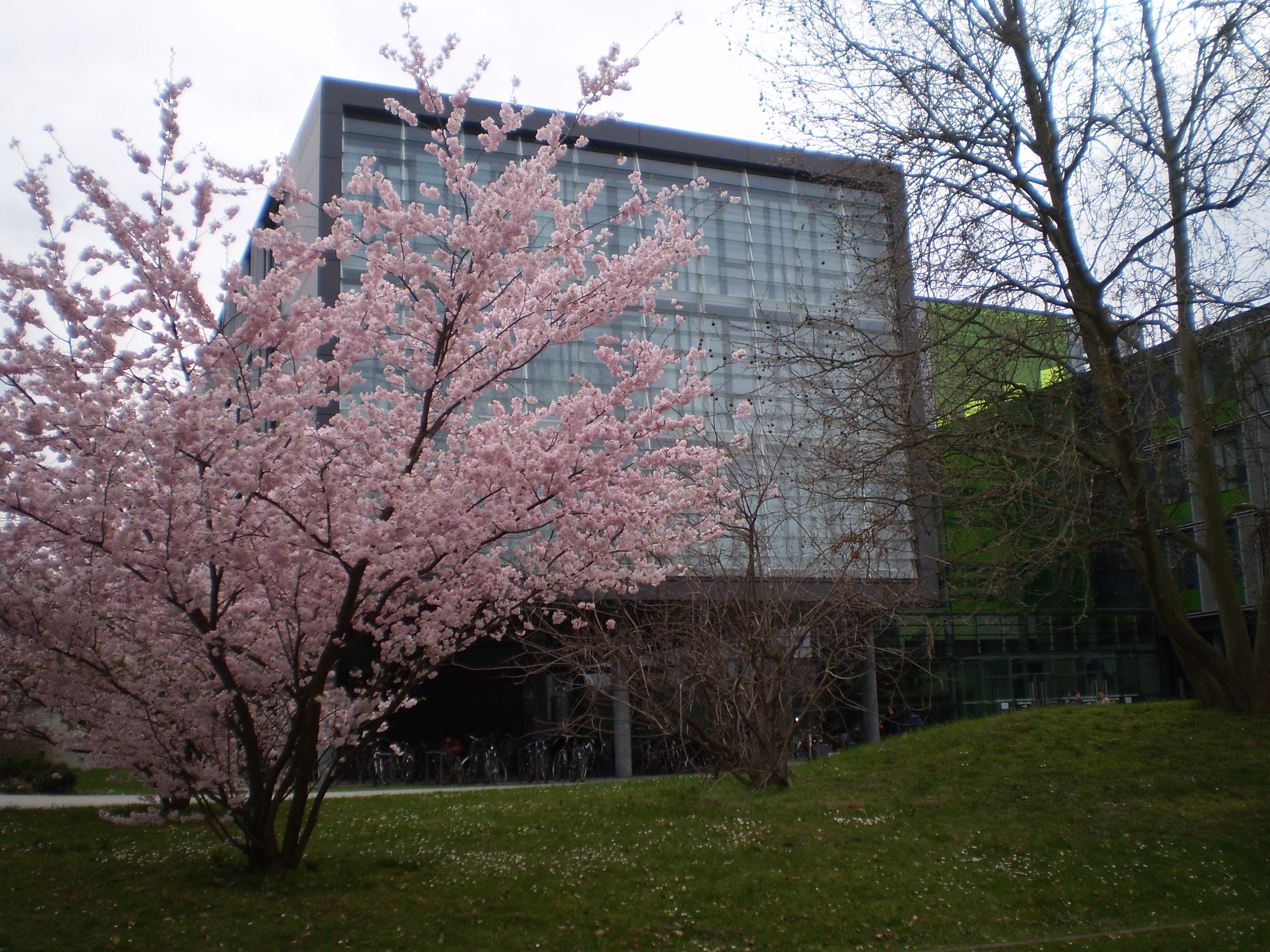
Bâtiment de la faculté d'informatique.

En 2002, le gouvernement régional de Saxe a voté une réforme structurelle des établissements d'enseignement supérieurs de la région. Ce sont surtout les facultés de sciences humaines (en particulier celles de droit) qui ont fait les frais de l'opération par suite du coût trop élevé de leur entretien depuis le milieu des années 1990. Cette initiative a déchaîné de véhémentes protestations parmi les étudiants et le personnel, conduisant à un moratoire.

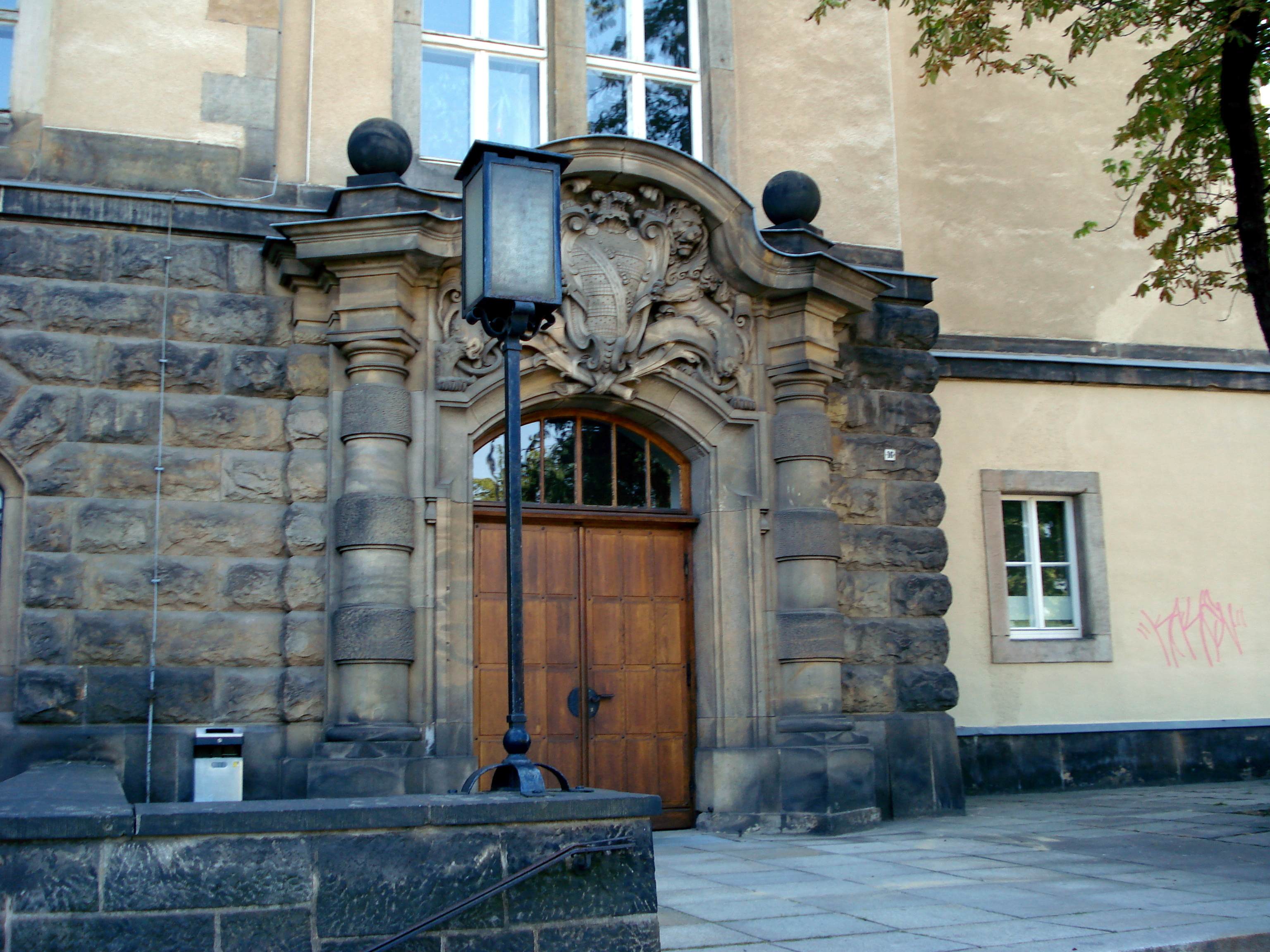

En 2003, on a célébré le Jubilé des 175 ans de l'université, avec en point d'orgue l'inauguration des nouveaux locaux de la Bibliothèque régionale et universitaire de Saxe à proximité du campus. Simultanément, on annonça la naissance de Dresden International University (DIU), établissement privé jumeau de la TUD.

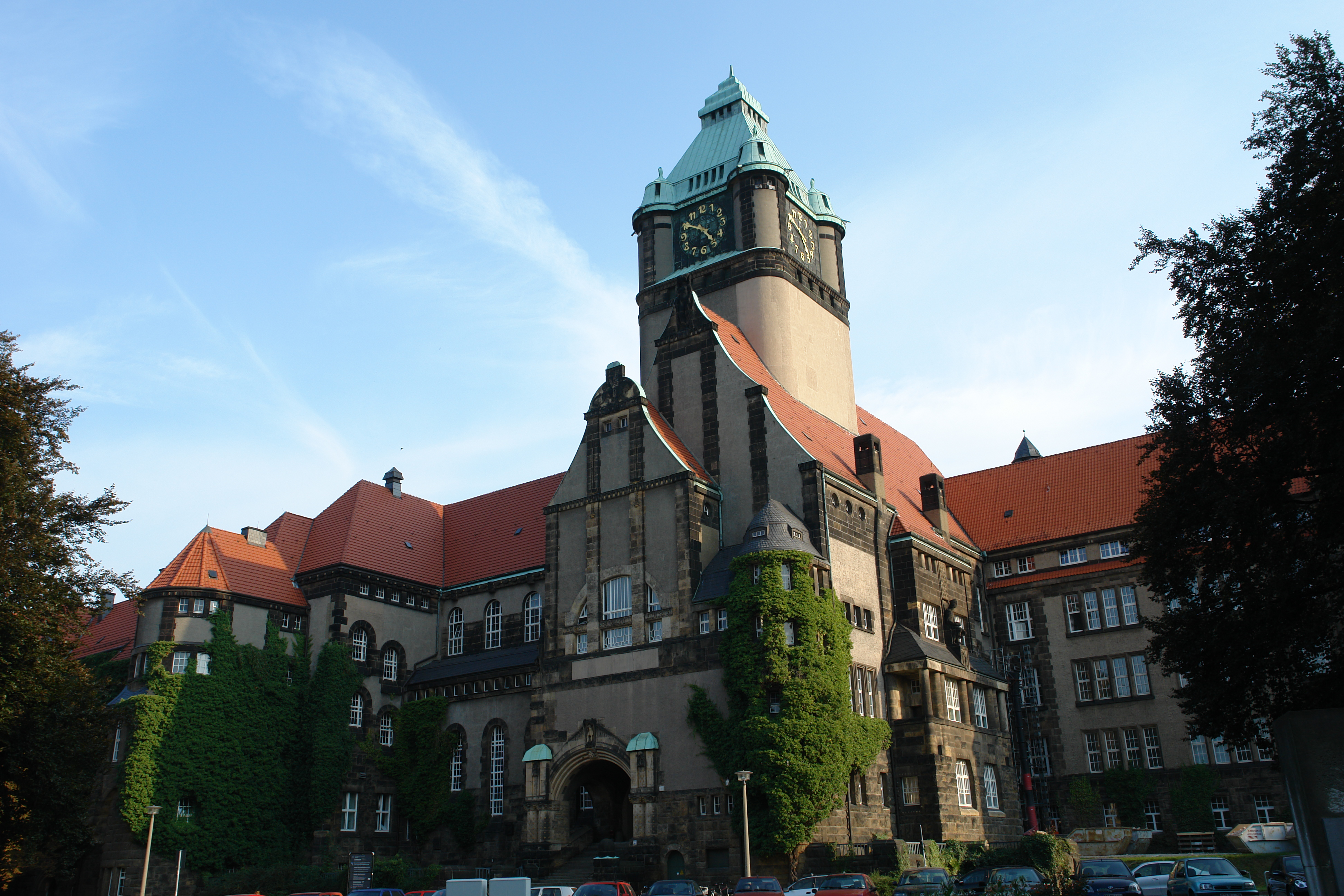
Bâtiment Georg-Schumann.

En effet, le défunt Alfred Post (décédé en octobre 2005) avait multiplié les projets visant à rendre à l'université son statut primitif d’université privée. En 2005, dans le cadre de l’Initiative d'excellence allemande, la TU Dresden concourt au deuxième tour et aussi pour obtenir le statut de Zukunftskonzepte, mais ne parvint pas à arracher le label de School of Excellence, qui se fondait sur l'évaluation des enseignements tertiaires de l’École. Au premier tour, l'université avait satisfait aux exigences de Graduate school et de pôle d'excellence dans le domaine des biotechnologies. En juin 2012, la TU Dresden parvient à ce titre envié.

## Image et valeurs
Avec la devise « La connaissance lance des ponts – La formation relie des hommes » (« Wissen schafft Brücken – Bildung verbindet Menschen »), la TUD formule depuis 2003 ses aspirations visant à renforcer les synergies entre société, savoir et économie. Des offres concernant l’apprentissage tout au long de la vie sont développées et mises à disposition. Dans ce contexte, l’université met particulièrement l’accent sur l’orientation interdisciplinaire de ses centres de recherche, mais aussi sur son réseau international. L’objectif avoué de la TUD est de se hisser, au plus tard en 2022, parmi les 100 meilleures universités du monde.

### Initiative d’excellence
Dans le cadre de l’initiative d’excellence, l’école doctorale « Dresden International Graduate School for Biomedicine and Bioengineering » (DIGS-BB) et le cluster d’excellence « Center for Regenerative Therapies Dresden » (CRTD) sont financés et soutenus à la TUD depuis novembre 2006. S’y est rajouté le soutien au cluster d’excellence « Center for Advancing Electronics Dresden » (CFAED) depuis le 15 juin 2012. Dans l’appel à projets exigeant « Zukunftskonzept », la TUD est allée jusqu’au troisième tour avec son programme « Une université pleine de synergie » (« Die Synergetische Universität ») qui prévoit une collaboration étroite et brillante entre des institutions scientifiques dresdoises et la TUD (qui d’ailleurs appartient depuis 2012 aux onze universités d’excellence allemandes).

### Coopération internationale et programmes d'affiliation
Parmi les universités partenaires figurent l'université de Strasbourg, l'université de Boston, l'université de Georgetown, Harvard Medical School, Tsinghua University, National Taiwan University of Science and Technology, Nanyang University Singapore, l'université Tongji et POSTECH. Elle propose également des doubles diplômes, comme en France avec l'ECPM de Strasbourg, l'ESTP, l'INSA de Strasbourg, CentraleSupélec, et Arts et Métiers ParisTech.

### Classements
Dans les classements internationaux tels le classement de Shanghaï ou le Times Higher Education Ranking, la TUD a été classée dans le groupe des 201-300 meilleures universités au monde en 2015 (classement de Shanghaï) et à la place 158 en 2016 (THER). Au niveau national allemand, la TUD se trouve ainsi dans le groupe des 14-21 meilleures universités (classement de Shanghaï) et à la place 16 (THER).

### Diplôme
La TUD est la seule université du réseau TU9 (les neuf meilleures universités techniques d’Allemagne) qui offre continuellement des filières diplômantes à classe unique. A la faculté de génie mécanique, plusieurs cursus (parmi lesquels la construction mécanique, la science des matériaux et la mécatronique) peuvent être choisis comme filières diplômantes. Contrairement aux autres cursus Bachelor-Master équivalents, une spécialisation ou un perfectionnement peut être débuté sans délai alors même que le premier cycle d’études (Grundstudium) n’est pas encore complètement achevé.

## Structure
La TUD possède, au niveau de sa direction centrale, un conseil rectoral (Rektoratskollegium) qui se compose d’un recteur, de trois vice-recteurs et d’un chancelier, et qui occupe les missions académiques de représentation. Le conseil est responsable du budget des écoles supérieures et de la planification des investissements. Le recteur actuellement en fonction est, depuis le 18 août 2010, le Prof. Dr. Hans Müller-Steinhagen.
Le chancelier dirige l’administration. Il est soutenu dans ses diverses tâches par quatre services administratifs. Quatre autres services sont coordonnés par le recteur et les vice-recteurs. Le chancelier est membre du conseil rectoral. Le Dr Andreas Handschuh a été installé le 1er février 2016 en tant que chancelier par le Ministère des Sciences et des Beaux-Arts du Land de Saxe.
Chaque faculté possède un décanat avec un doyen, un vice-doyen et un ou plusieurs vice-doyens chargés de l'enseignement. Les facultés gèrent leurs affaires avec leurs propres bureaux d’examens, commissions et conseils de faculté. Les représentants des intérêts des étudiants au niveau de la faculté siègent aux conseils étudiants (Fachschaftsräte).

### Domaines et facultés
L’université technique de Dresde s’organise depuis mai 2012 en cinq domaines principaux à partir desquels sont coordonnées en tout 17 facultés.
- Domaine des mathématiques et des sciences naturelles avec :
  - la faculté de mathématiques
  - la faculté de biologie,
  - la faculté de chimie,
  - la faculté de physique,
  - la faculté de psychologie;
- Domaine des sciences de l'ingénieur avec :
  - la faculté de génie électrique et des technologies de l’information,
  - la faculté d’informatique et
  - la faculté de génie mécanique ;
- Domaine du génie civil et de l’environnement avec :
  - la faculté d’architecture et d’architecture paysagère,
  - la faculté de génie civil,
  - la faculté des sciences de l’environnement et
  - la faculté des sciences des transports « Friedrich List » ;
- Domaine des sciences humaines et sociales avec :
  - la faculté des sciences de l’éducation,
  - la faculté de philosophie,
  - la faculté des langues, littérature et culture et
  - la faculté d’économie ;
- Domaine de la médecine avec :
  - la faculté de médecine « Carl Gustav Carus ».

## Recherche
La TUD fait partie des universités les plus importantes d’Allemagne. En 2015, elle a engrangé des projets pour un budget total de 243 millions d’euros. Ses partenaires, issus du monde économique et politique, ont financé jusqu’à présent 22 chaires de professeurs ; et 8 chaires, financées par des fondations et arrivant à leur terme, ont été prorogées par la TUD. Les cinq profils de recherche principaux de la TUD sont :
- Santé, biomédecine et bio-ingénierie,
- Technologies de l’information et microélectronique,
- Matériaux intelligents et structures,
- Energie, mobilité et environnement,
- Culture et mutations sociétales.

La fondation allemande pour la recherche (« Deutsche Forschungsgemeinschaft » – DFG) encourage la TUD à travers des programmes prioritaires dans plusieurs unités de recherche et groupes de chercheurs. En outre, la TUD travaille en collaboration avec des instituts de recherche tels l’institut Fraunhofer, l’institut Max-Planck, l’institut Leibniz et l’institut Helmholtz, lesquels sont réunis depuis août 2010 au sein du réseau partenarial « Dresden-Concept ».

## Études

### Répartition
Parmi les cinq domaines d’études proposés à l’université, les étudiants se répartissent comme suit : 28,3 % étudient l’ingénierie, 30,3 % les sciences humaines et sociales, 11,4 % les sciences naturelles, 18,9 % le génie civil et l’environnement ainsi que 8,3 % la médecine.

### Origine
Parmi les 34 838 étudiants inscrits au semestre d’hiver 2016/2017, 41,2 % étaient originaires de Saxe, 22,4 % des nouveaux Länder (hors Saxe), 22,7 % des anciens Länder et 13,6 % de l’étranger.
L’origine est établie sur la base du lieu où le baccalauréat a été passé.

### Étudiants internationaux
Au semestre d’hiver 2016/2017, 4739 étudiants internationaux étaient inscrits à la TUD. La plupart d’entre eux étaient originaires d’Asie (51 %), suivi par l’Europe (union européenne 24 %, reste de l’Europe 11 %) et par l’Amérique (9 %).
Grâce au programme Erasmus, des étudiants viennent à Dresde de toute l’Europe. Afin de rendre leur séjour à Dresde aussi agréable que possible et de les intégrer au mieux, l’initiative Erasmus TUD (« Erasmus-Initiative TUD ») mène un grand nombre d’activités tout au cours de chaque semestre. Les manifestations sont ouvertes à tous les étudiants (même aux étudiants non-Erasmus) et servent à mieux faire connaître la culture dresdoise et les environs de la ville de Dresde. Le « LinkPartnerProgramm » (LPP) est une autre initiative estudiantine qui permet aussi de promouvoir les contacts entre les étudiants internationaux et allemands.

### Personnalités liées à la TUD
Voir aussi la liste des personnalités liées à la TUD (Liste von Persönlichkeiten der Technischen Universität Dresden (de)).

### Corporations étudiantes
Voir la liste des corporations étudiantes à Dresde (Liste der Studentenverbindungen in Dresden (de)).
- Sigrid Kressmann-Zschach (1929-1990), architecte allemande